# セルフヘルプ
セルフヘルプ（英: self-help）、自助（じじょ）とは、専門家の助けを借りず、自身の問題を当事者で解決することである。

## 概要
古くから、白隠禅師の丹田呼吸法、精神科医フーゴ・パウル・フリードリヒ・シュルツによる自律訓練法などは用いられてきたが、1942年には精神分析を自分で行う『自己分析』が出版され、派生的に交流分析が提唱されている。また1950 - 1960年代には様々な自助グループが組織されてきた。
近年では、認知行動療法の科学的根拠の蓄積から、認知行動療法に関心が集まっている。その最初のものであるアルバート・エリスの論理療法は、セルフヘルプ向けの書籍を発行している。さらに特定の精神障害に向けた様々な認知行動療法のセルフヘルプマニュアルが発行されている。マインドフルネス認知療法は、瞑想的な技法だが、自助的な書籍も出版されている。そうしたものは書名に「ワークブック」の名を含んでいる場合がある。元気回復行動プランは当事者の実体験の蓄積から発生したセルフヘルプである。通常、WRAPクラスというセルフヘルプグループで勉強会が行われている。

## 瞑想や催眠
人々は昔から自らの力を利用してきた。
催眠の分野では、ドイツの精神科医フーゴ・パウル・フリードリヒ・シュルツによる自律訓練法、それを日本向けにした自己調整法などがある。
白隠禅師と呼ばれる白隠慧鶴（はくいんえかく）による『夜船閑話』（やせんかんわ）における丹田呼吸法や、雑念によって就寝が妨げられる場合には、軽い雑談や数を数える、念仏を唱えるなどして雑念を牽制するなどに言及されている。

## 精神分析
1942年には、新フロイト派の精神科医カレン・ホーナイによる『自己分析』（self-analysis）が出版され、限界はあるものの自分で精神分析を行うという内容である。
あるいは、精神分析から派生するエリック・バーンの交流分析もある。エゴグラムなどは自分を自分で把握する手がかりである。

## 心理学
自尊心、自己イメージは自分で育てることが可能であり、『自信を育てる心理学 「自己評価」入門』のようなセルフヘルプのための本が出版されている。
心理的な問題の一部を自らで解決したものとして、公開されているものが「サヨナラ・モンスター」である。この方法は、認知トライアングルの「思考」「感情」「行動」のうち、「書くこと」を通して「感情」に働きかけながら「認知」を変えていく方法である。「感情」を入り口にして、新しい解釈や視点を手に入れて、深い部分の認知に働きかけて、認知の歪み10パターンの「マイナス化思考」を中心に働きかけていくセルフヘルプの方法である。うつ病の認知療法の創始者である精神科医アーロン・ベックの弟子であるデビッド・Ｄ・バーンズによれば、認知の歪みの10パターンのうち「マイナス化思考」が最もたちが悪いとされている。この最もたちが悪い「マイナス化思考」を自ら修正することで、心理的な問題の一部が解決されたとして公開されたのである。

## 自助グループ
自助グループ（self-help groups）には、例としてアルコホーリクス・アノニマス（AA、アルコール依存者匿名会）がある。特にそのプログラムである12ステップのプログラムからは、回復（リカバリー）、機能不全家庭、共依存などの新しい概念用語を生み出している。
患者会（患者団体）、犯罪被害者の会、遺族の会、精神障害者の会など、特定の困難や問題、心の傷を抱えた当事者たちが、自らの現状を自らで修正、改善する意思をもって集い、活動をするものである。
来談者中心療法のカール・ロジャースも、エンカウンターグループという方法を提唱し、ファシリテーターという進行役を入れるが、基本的には自分たちで答えを見出していくという発想である。
こうした動きは、1950 - 1960年代の人間性心理学が全盛期を迎え、自らによって回復していくという概念を進展させ、現在ではそうした自助グループは多く組織されている。
ピアサポートというのは、同じ精神的問題を抱える者同士での対話である。

## 認知行動療法
アルバート・エリスの論理療法、アーロン・ベックの認知療法は認知行動療法と呼ばれる大きな流れに発展した。認知行動療法は、近年、有効性の科学的根拠が蓄積されて注目されており、12回とか16回のセッションで終了する比較的短期の構成であり、より長い年月を要するような精神分析とは異なる。
こうした認知行動療法を自分で行うための、自己記入式のセルフヘルプ・マニュアルは、うつ病向けの『いやな気分よ、さようなら』『こころが晴れるノート』、境界性パーソナリティ障害向けの『自傷行為とつらい感情に悩む人のために』、不眠症向けの『4週間でぐっすり眠れる本』『サヨナラ・モンスター』など様々な心理的な問題に対して出版されている。ワークブックなどと呼ばれ、書名にこの単語を含んでいる場合もある。コンピューターCBTと呼ばれる、コンピュータープログラムとの対話型プログラムも欧米では用意されている場合がある。
SMARPPは日本人向けに開発され、認知行動療法の志向を持つ薬物依存症の治療プログラムだが、これもワークブックが出版されている。
マインドフルネス認知療法は、瞑想的な技法だが、自助的な書籍も出版されている。
WRAP（元気回復行動プラン）はアメリカのメアリー・エレン・コープランドにより開発された技法で、書籍も出版されている。